# Румковский, Хаим
Мордеха́й Ха́им Румко́вский (пол. Mordechaj Chaim Rumkowski; 27 февраля 1877, Ильино, Витебская губерния — 28 августа 1944, Освенцим) — польский промышленник еврейского происхождения. В годы Второй мировой войны был главой юденрата Лодзинского гетто.

## Биография
В начале XX века Хаим Румковский поселился в Лодзи.
Был назначен председателем юденрата 13 октября 1939 года, а с 30 апреля 1940 года ему было поручено организовать жизнь евреев в гетто.
Как и все руководители юденратов, Мордехай Румковский был вынужден лавировать между попытками сохранить еврейское население гетто и выполнением приказов нацистов. Мордехай Румковский является одним из наиболее спорных руководителей, поскольку он активно сотрудничал с нацистами, выявлял и пресекал любые попытки организации сопротивления. Его управление называли диктаторским. Он полностью контролировал все стороны жизни в гетто — от питания и работы до заключения браков.
Мордехай Румковский считал, что труд евреев в пользу оккупационных властей позволит избежать уничтожения гетто и поэтому в гетто было создано 120 предприятий, на которых работали узники.
В сентябре 1942 года, когда нацисты приказали выдать еврейских детей (а также стариков старше 65 лет) для отправки их в лагерь смерти, он произнёс перед жителями гетто агитационную речь с рефреном «Отдайте мне ваших детей!», пытаясь убедить их, что ценой жизни детей можно будет спасти жизни многих других узников гетто.
Депортирован вместе с семьёй в Освенцим, где был убит; хотя рассказы об обстоятельствах его смерти различаются, они совпадают в том, что он был убит самими евреями при невмешательстве немецкой охраны.
Является одним из главных героев романа шведского писателя Стива Сем-Сандберга «Отдайте мне ваших детей!».